# Mixophyes
A Mixophyes a kétéltűek osztályának békák (Anura) rendjébe és a Myobatrachidae családba tartozó nem.

## Elterjedése
A nembe tartozó fajok Új-Guineában és Ausztrália keleti területein honosak.

## Rendszerezés
A nembe az alábbi fajok tartoznak:
- Mixophyes australis Mahony, Bertozzi, Guzinski, Hines & Donnellan, 2023
- Mixophyes balbus Straughan, 1968
- Mixophyes carbinensis Mahony, Donnellan, Richards & McDonald, 2006
- Mixophyes coggeri Mahony, Donnellan, Richards & McDonald, 2006
- Mixophyes fasciolatus Günther, 1864
- Mixophyes fleayi Corben & Ingram, 1987
- Mixophyes hihihorlo Donnellan, Mahony & Davies, 1990
- Mixophyes iteratus Straughan, 1968
- Mixophyes schevilli Loveridge, 1933